# ستاره بهشتی
ستاره بهشتی (زادهٔ تهران) نوازنده، موسیقی‌دان و مُدرس دانشگاه اهل ایران است.

## زندگی هنری
ستاره بهشتی در سال ۱۳۷۶ مدرک کارشناسی موسیقی را از دانشکده موسیقی مینه سوتا مینیاپولیس آمریکا دریافت کرد. سپس به کنسرواتوار موسیقی سانفرانسیسکو راه یافت و در سال ۱۳۷۹ با مدرک کارشناسی ارشد فارغ‌التحصیل شد. پس از آن، تحصیلات عالی موسیقی را تا اخذ درجه دکترا از دانشکده موسیقی تگزاس در سال ۱۳۸۲ ادامه داد.
او سابقه نوازندگی در ارکسترهای بین‌المللی نظیر «Aspen» و «Tanglewood» آمریکا و ارکستر فستیوال «Graz» اتریش را دارد. وی پس از پایان تحصیلات به ایران بازگشت و به تدریس در دانشگاه مشغول شد. او عضو هیئت علمی و استادیار دانشگاه تهران و مدرس موسیقی دانشکده هنرهای زیبای دانشگاه تهران است.

## فعالیت‌های هنری
از جمله فعالیت‌های هنری و اجرایی ستاره بهشتی به موارد زیر می‌توان اشاره نمود:
مشاور معاون بین‌الملل دانشگاه تهران (۱۳۹۴–۱۳۹۶)، همکاری با آنسامبل «آواک نو» ، همکاری با گروه «کوارتت زهی اروند»، همکاری با آنسامبل «کارگاه موسیقی باروک تهران»، عضویت در هیئت داوران مسابقات گروه نوازی دانشگاه تهران، عضویت در هیئت داوران نهمین جشنواره موسیقی فارس، اجرای «دوئت ویلن و ویولا» در سی و یکمین جشنوارهٔ بین‌المللی موسیقی فجر به همراه «پانیذ فریوسفی»

## آثار
- ترجمه کتاب «آهنگ‌های آسان برای ویولن» (کتاب اول) نوشته «کتی بلکول» و «دیوید بلکول» انتشارات تصنیف ۱۳۸۹[۸]
- ترجمه کتاب «آهنگ‌های آسان برای ویولن» (کتاب دوم) نوشته «کتی بلکول» و «دیوید بلکول» انتشارات تصنیف ۱۳۸۹[۹]
- ترجمه کتاب «آهنگ برای ویولن» (کتاب سوم) نوشته «کتی بلکول» و «دیوید بلکول» انتشارات تصنیف ۱۳۸۹[۱۰]
- ترجمه کتاب «آهنگ‌های شاد با ویولن» نوشته «دینی گودهارت» انتشارات تصنیف ۱۳۸۹[۱۱]
- گردآوری کتاب «۵۰ تمرین تکنیکی ویولن (برای دست چپ)» نوشته «چارلز دانکلا» انتشارات نای و نی ۱۳۹۴[۱۲]
- ترجمه کتاب «شیوه‌های آرشه‌کشی» نوشته «آگوستین کازورتی» انتشارات نای و نی ۱۳۹۵[۱۳]
- ترجمه کتاب «رویکردی نوین به آموزش مهارت شنیداری در موسیقی» نوشته «لئو کرفت» انتشارات نای و نی ۱۳۹۶[۱۴]
- تألیف کتاب «زبان تخصصی موسیقی» به همراه «امین هنرمند» انتشارات دانشگاه تهران ۱۳۹۶[۱]